# Петруня, Максим Михайлович
Макси́м Миха́йлович Петруня (укр. Максим Михайлович Петруня; род. 6 апреля 1980, Киев) — украинский футболист, выступавший на позициях полузащитника и нападающего

## Биография
Воспитанник киевской ДЮСШ «Смена-Оболонь», первый тренер — Дмитрий Фетисов. Во взрослом футболе дебютировал в 1997 году в составе киевской «Оболони-ПВО» во Второй лиге чемпионата Украины. В 1997—1999 годах выступал за любительскую «Налоговую академию» из Ирпеня. В 1999 году, в составе сборной Украины среди любителей, сформированной на базе ирпенского клуба, отправился на любительский чемпионат Европы. Там команда, под руководством Юрия Коваля и Павла Яковенко завоевала бронзовые награды. Первую половину сезона 1999/2000 провёл в «Оболони», где выступал за фарм-клуб команды во второй лиге. Затем был приглашён в команду высшего дивизиона — кировоградскую «Звезду», которую возглавлял Юрий Коваль. В высшей лиге дебютировал 26 мая 2000 года, на 57-й минуте домашнего матча против киевского ЦСКА заменив Юрия Кудинова. Всего, в дебютном сезоне появлялся на поле в составе «Звезды» 5 раз, также играл за «Звезду-2» во второй лиге. Остался в команде после вылета из высшего дивизиона. Выступая в первой лиге со временем стал одним из основных игроков. В 2003 году, в составе команды стал победителем первого дивизиона. Провёл ещё один сезон за «Звезду» в высшей лиге, в котором команда заняла последнее место в турнирной таблице. Клуб стал испытывал серьёзные финансовые трудности и не смог заявиться на первую лигу, в связи с чем его покинули все ключевые игроки, включая Петруню. Во время выступлений в кировоградской команде, также отлучался в белоцерковскую «Рось» и, бывшую фарм-клубом «Звезды», южноукраинскую «Олимпию ФК АЭС»
В 2004 году, вместе с Юрием Ковалем и рядом бывших игроков «Звезды», перешёл в луганскую «Зарю», выступавшую в первой лиге. В чемпионате 2004—2005 годов в составе команды провёл 20 матчей и забил 2 гола, чем помог клубу выиграть бронзовые награды дивизиона, однако по окончании сезона покинул «Зарю». Также выступал за любительскую «Зарю-Горняк» в чемпионате Луганской области. После ухода из «Зари», на профессиональном уровне больше не играл.

## Достижения
- Победитель первой лиги Украины: 2002/03
- Бронзовый призёр первой лиги Украины: 2004/05